# Trichaltica tibialis
Trichaltica tibialis är en skalbaggsart som först beskrevs av Martin Jacoby 1892.  Trichaltica tibialis ingår i släktet Trichaltica och familjen bladbaggar. Inga underarter finns listade i Catalogue of Life.